# 兵庫県道297号津万井西田線
兵庫県道297号津万井西田線（ひょうごけんどう297ごう つまいにしだせん）は、兵庫県西脇市を通る一般県道である。

## 概要
西脇市黒田庄町大門から西脇市西田町に至る。

### 路線データ
- 起点：西脇市黒田庄町大門（畑瀬橋交差点、国道175号交点、兵庫県道559号門柳大門線終点）
- 終点：西脇市西田町（西田町交差点、国道427号交点）
- 総延長：2.412 km

## 地理

### 通過する自治体
- 西脇市

### 交差する道路
| 交差する道路                      | 交差する場所 | 交差する場所        |
| --------------------------------- | ------------ | ------------------- |
| 国道175号 兵庫県道559号門柳大門線 | 黒田庄町大門 | 畑瀬橋交差点 / 起点 |
| 国道427号                         | 西田町       | 西田町交差点 / 終点 |

### 沿線
- 西脇警察署 日野交番
- 西脇市立日野小学校（終点付近）